# Smuklica Gredlera
Smuklica Gredlera (Leptothorax gredleri) – gatunek mrówki z podrodziny Myrmicinae.

## Występowanie
Gatunek środkowoeuropejski, spotykany głównie w cienistych lasach liściastych i mieszanych. W Polsce bardzo rzadki.

## Charakterystyka
Długość ciała robotnic 2,7–3,5 mm; gatunek bardzo podobny do smuklicy mchowej, od której różni się jedynie urzeźbieniem głowy. Lot godowy w lipcu i sierpniu.

## Biologia
Gniazda buduje w glebie, w suchych, leżących konarach lub pod korą żywych drzew w ich dolnych partiach. W kolonii występuje zwykle jedna królowa, jeśli jest ich więcej, to tylko jedna składa jaja.